# Au Stekerlapatte
Au Stekerlapatte is een restaurant in de Brusselse Marollen. De oorspronkelijke eigenaars waren Daniël Van Avermaet en zijn echtgenote Jeanine, die in 1979 de voormalige volkskroeg "Bij Katche" omtoverden tot restaurant. "Stekerlapatte" is Brussels dialect voor stekelbaars. Het is gelegen aan de Priestersstraat nummer 4, een straat die vroeger ook wel de "Poepegang" werd genoemd vanwege de vele - inmiddels allemaal verdwenen - bordelen. Het kleine restaurant bood traditionele gerechten zoals Brusselse "bloempanch" (bloedworst) en werd een bekend adres, mede dankzij de bekendheid die Daniël Van Avermaet verwierf door zijn optredens op radio en televisie. Het werd zowel bezocht door artiesten en journalisten, Nederlandstaligen en Franstaligen, als door gewone Brusselaars.
Na de dood van Daniël in 2003 hield zijn weduwe Jeanine het restaurant open maar in de zomer van 2005 moest ze faillissement aanvragen. Ze zocht een overnemer en in maart 2006 werd het heropend door nieuwe eigenaars. De nieuwe uitbaatster was mevrouw Carine Barmoshe, in 2007 vervangen door Ugo De Luca. Het restaurant werd op 13 juli 2010 failliet verklaard. Eind 2014 werd het bekende restaurant nieuw leven ingeblazen door Luc Wittevrouw.